# Сан-Андрес-де-Сотавенто
Сан-Андрес-де-Сотавенто (исп. San Andrés de Sotavento) — город и муниципалитет на севере Колумбии, на территории департамента Кордова.

## История
Поселение, из которого позднее вырос город, было основано 30 ноября 1600 года маркизом Андресом Мендесом Монтальво.

## Географическое положение
Город расположен на северо-востоке департамента, в пределах Прикарибской низменности, на расстоянии приблизительно 53 километров к северо-востоку от города Монтерии, административного центра департамента. Абсолютная высота — 108 метров над уровнем моря.
Муниципалитет Сан-Андрес-де-Сотавенто граничит на северо-западе с территорией муниципалитета Момиль, на западе — с муниципалитетом Чима, на юго-западе — с муниципалитетом Сьенага-де-Оро, на юге и востоке — с муниципалитетом Чину, на северо-востоке — с территорией департамента Сукре. Площадь муниципалитета составляет 336 км².

## Население
По данным Национального административного департамента статистики Колумбии, совокупная численность населения города и муниципалитета в 2015 году составляла 42 747 человек.
Динамика численности населения муниципалитета по годам:
| 2005   | 2006   | 2007   | 2008   | 2009   | 2010   | 2011   | 2012   | 2013   | 2014   | 2015   |
| ------ | ------ | ------ | ------ | ------ | ------ | ------ | ------ | ------ | ------ | ------ |
| 63 147 | 64 602 | 66 102 | 35 590 | 36 521 | 37 492 | 38 498 | 39 530 | 40 580 | 41 657 | 42 747 |

Согласно данным переписи 2005 года мужчины составляли 51,7 % от населения Сан-Андрес-де-Сотавенто, женщины — соответственно 48,3 %. В расовом отношении индейцы составляли 95 % от населения города; белые и метисы — 4,7 %; негры, мулаты и райсальцы — 0,3 %.
Уровень грамотности среди всего населения составлял 65,2 %.

## Экономика
63,9 % от общего числа городских и муниципальных предприятий составляют предприятия торговой сферы, 22,9 % — предприятия сферы обслуживания, 12,6 % — промышленные предприятия, 0,8 % — предприятия иных отраслей экономики.

## Транспорт
Через город проходит национальное шоссе № 78 (исп. Ruta Nacional 78).